# Kolekanos plumicauda
Kolekanos plumicauda is een hagedis die behoort tot de gekko's (Gekkota) en de familie Gekkonidae.

## Naam en indeling
De wetenschappelijke naam van de soort werd voor het eerst voorgesteld door Wulf Dietrich Haacke in 2008. Oorspronkelijk werd de wetenschappelijke naam Afrogecko plumicaudus gebruikt. De soort werd door Matthew P. Heinicke, Juan D. Daza, Eli Greenbaum, Todd R. Jackman en Aaron Matthew Bauer in 2014 aan het geslacht Kolekanos toegewezen en is tegenwoordig de enige vertegenwoordiger van deze monotypische groep.
De geslachtsnaam Kolekanos betekent vrij vertaald 'lang en dun persoon'. De soortaanduiding plumicauda betekent vrij vertaald 'pluimachtige staart'.

## Verspreiding en habitat
De soort komt voor in delen van Afrika en leeft endemisch in Angola. De habitat bestaat uit droge tropische en subtropische scrublands. De soort is aangetroffen op een hoogte van ongeveer 300 tot 600 meter boven zeeniveau.

## Beschermingsstatus
Door de internationale natuurbeschermingsorganisatie IUCN is de beschermingsstatus 'veilig' toegewezen (Least Concern of LC).